# 何塞德聖馬丁將軍縣

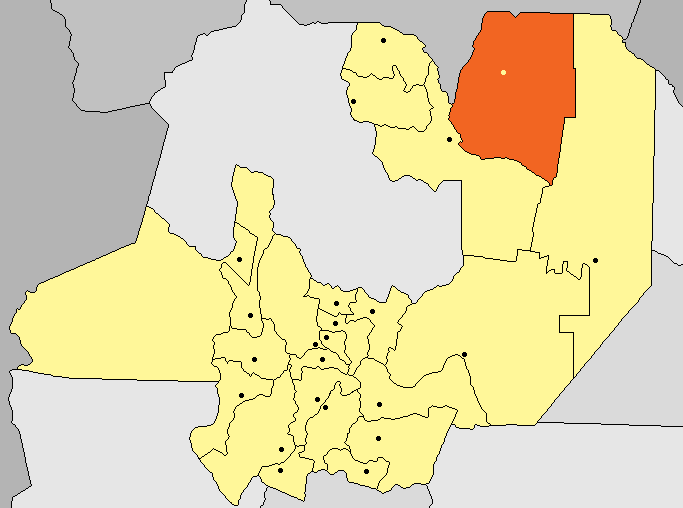

何塞德聖馬丁將軍縣（西班牙語：Departamento General José de San Martín），是阿根廷的縣份，位於該國西北部薩爾塔省，首府設於塔塔加爾，面積16,257平方公里，2010年人口156,910，人口密度每平方公里9.65人。
22°31′0″S 63°48′19″W / 22.51667°S 63.80528°W